# Остров (Гаврилов-Ямский район)
Остров — село в Гаврилов-Ямском районе Ярославской области России. Входит в состав Митинского сельского округа Митинского сельского поселения.

## География
Село находится в юго-восточной части области, в зоне хвойно-широколиственных лесов, при автодороге 78Н-0181, на расстоянии примерно 29 километров (по прямой) к востоку от города Гаврилов-Ям, административного центра района. Абсолютная высота — 147 метров над уровнем моря.

### Климат
Климат характеризуется как умеренно континентальный, с умеренно холодной зимой и относительно тёплым летом. Среднегодовая температура воздуха — 3 — 3,5 °C. Средняя температура воздуха самого холодного месяца (января) — −13,3 °C; самого тёплого месяца (июля) — 18 °C. Вегетационный период длится около 165—170 дней. Годовое количество атмосферных осадков составляет 500—600 мм, из которых большая часть выпадает в тёплый период.

### Часовой пояс
Остров, как и вся Ярославская область, находится в часовой зоне МСК (московское время). Смещение применяемого времени относительно UTC составляет +3:00.

## История
Каменная Воскресенская церковь с колокольней построена в 1782 году. Церковь была обнесена каменной оградой, внутри которой находилось приходское кладбище. Престолов было четыре: в холодной — в честь Воскресения Христова, Алексия, митрополита Московского, св. мч. Адриана и Натальи; в теплой — во имя святителя Тихона Амафунтского.
В конце XIX — начале XX века село входило в состав Митинской волости Нерехтского уезда Костромской губернии, с 1918 года — Иваново-Вознесенской губернии.
С 1929 года село входило в состав Митинского сельсовета Гаврилов-Ямского района, в 1944 — 1959 годах в составе Бурмакинского района, с 2005 года — в составе Митинского сельского поселения.

## Население
| 1872 | 1897 | 1907 | 2002 | 2007 | 2010 |
| ---- | ---- | ---- | ---- | ---- | ---- |
| 350  | ↘342 | ↗395 | ↘158 | ↗159 | ↘142 |

### Национальный состав
Согласно результатам переписи 2002 года, в национальной структуре населения русские составляли 98 % из 158 чел..

## Достопримечательности
В селе расположена недействующая Церковь Воскресения Христова (1782).